# Qitan (köpinghuvudort i Kina, Guizhou Sheng, lat 28,48, long 108,46)
Qitan (kinesiska: 淇滩, 淇滩镇) är en köpinghuvudort i Kina. Den ligger i provinsen Guizhou, i den sydvästra delen av landet, omkring 270 kilometer nordost om provinshuvudstaden Guiyang. Antalet invånare är 27 794. Befolkningen består av 13 782 kvinnor och 14 012 män. Barn under 15 år utgör 33 %, vuxna 15-64 år 57 %, och äldre över 65 år 8,0 %.